# 聯合艦隊司令長官 山本五十六
『聯合艦隊司令長官 山本五十六 -太平洋戦争70年目の真実-』（れんごうかんたいしれいちょうかん やまもといそろく たいへいようせんそうななじゅうねんめのしんじつ）は、2011年（平成23年）12月23日に公開された日本映画。
キャッチコピーは、「総員出撃 それは、平和への最後の戦いだった」「誰よりも、開戦に反対した男がいた。」「常在戦場」。

## 概要
半藤一利の監修による。聯合艦隊司令長官・山本五十六元帥の実像を映画化したとする戦争映画。文芸作品である。監督は成島出。主演は役所広司。
全国308スクリーンで公開され、2011年12月24・25日の初日2日間で興収1億5078万7300円、動員12万4972人に達し、映画観客動員ランキング（興行通信社調べ）で初登場第2位となった。
日本公開から半年以上が経過した2012年9月には第36回モントリオール世界映画祭に特別招待され、25日と26日の2日間、ワールド・グレイツ部門で正式上映された。
半藤による監修のもと、艦の食器に至るまで時代考証については正確さに徹した。他の山本を扱った作品では扱われなかった、彼が水饅頭や汁粉が好物だったエピソードを挿入するなど、個性や人間味を描き出す工夫がなされている。

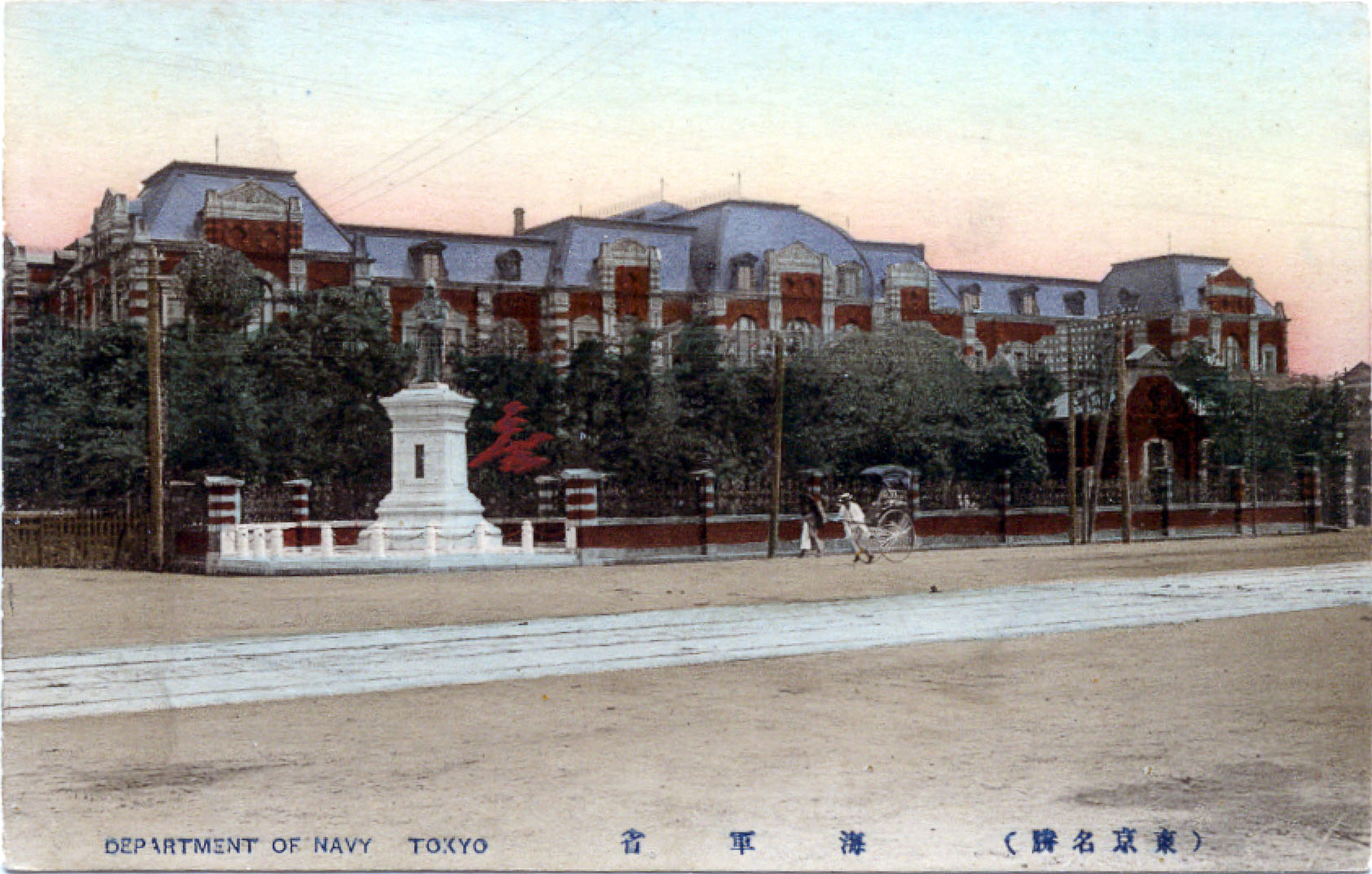
旧海軍省庁舎

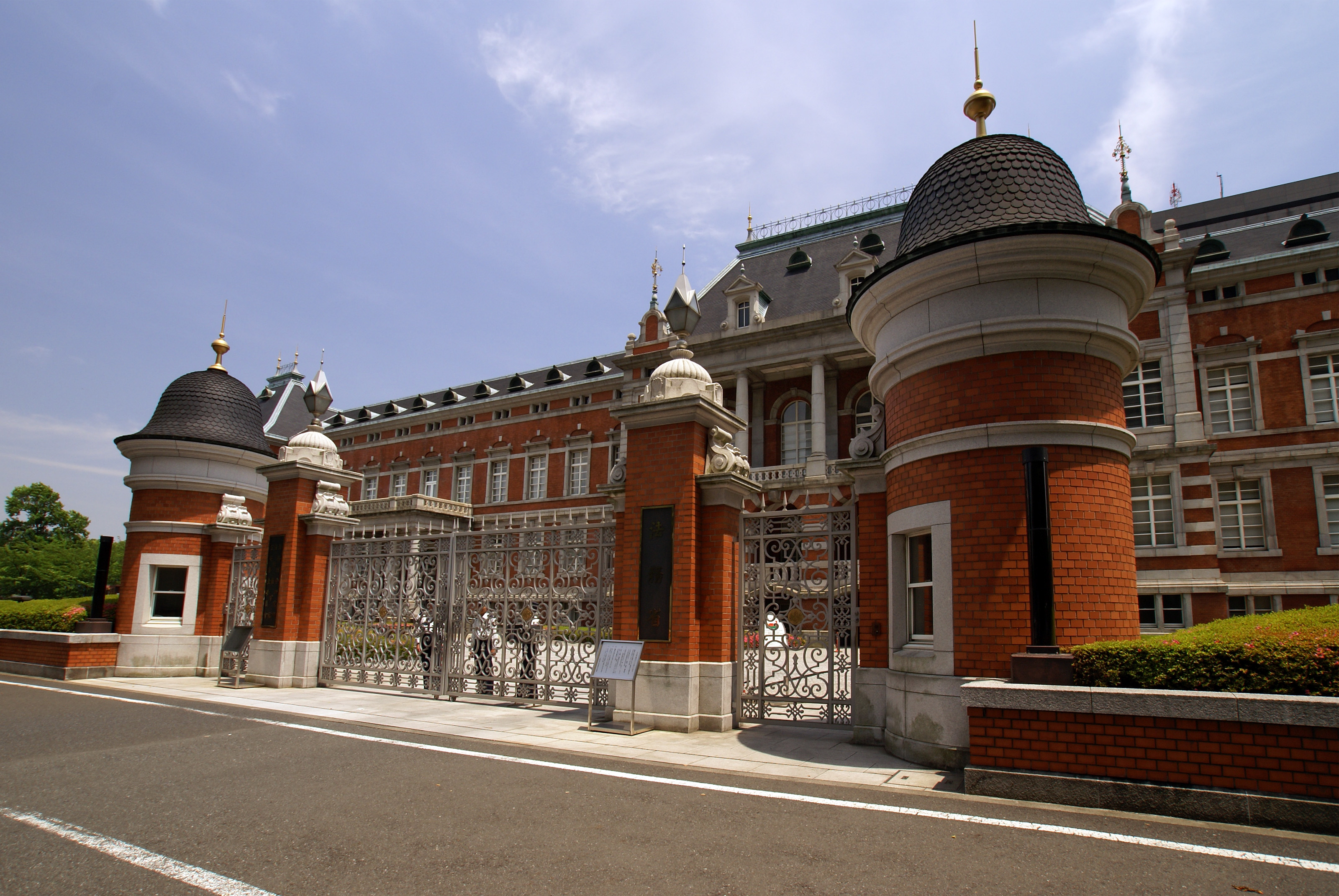
法務省旧本館

撮影に際し、海軍省の庁舎（通称赤レンガ）は現存していないので、外見が類似した現存する法務省旧本館がロケに使われた。

## あらすじ
1939年（昭和14年）、山本五十六中将は海軍次官として、三国同盟反対の立場を貫いていた。7年前の満洲事変から続いている中国との局地的戦闘に加え、中国を支援するアメリカを退けたい日本国民にとって、強力なナチス・ドイツとの同盟は余りにも魅力的だったのだ。世論を煽る新聞や陸軍の圧力を飄々とかわす五十六。留学経験もあり博識な五十六は、「武力は十分に育てるが防御的なもので、外交で戦争を避ける“不戦艦隊”」という思想を重んじていた。だが、五十六は連合艦隊司令長官に任命されて海軍省を去り、1940年（昭和15年）に三国同盟は締結された。
1941年（昭和16年）、日本は真珠湾攻撃を決行した。司令長官としての五十六の狙いは敵空母の撃沈にあった。空母が日本に近づけば、艦載機による空襲を受けるからだ。アメリカ艦隊を撃破した上で早期講和に持ち込むために、全滅も覚悟する五十六。だが、日本海軍の上層部は長期戦を想定していた。機動部隊を率いる南雲忠一に、艦隊を無傷で帰投させよと命じる永野修身軍令部総長。そのために南雲は、真珠湾への第二次攻撃を行わず、攻撃隊を撤収させた。アメリカ軍の空母は出航中で攻撃を免れ、外務省の不手際でアメリカへの最後通牒も間に合わなかった。
快進撃を続ける日本軍に湧く国民たち。講和を主張する五十六の声は上層部に届かなかった。そんな中、アメリカ空母ホーネットの艦載機による日本本土への空襲が開始された。1942年（昭和17年）、アメリカ空母を誘い出し撃沈するために、ハワイ諸島の給油地であるミッドウェー島への侵攻を指揮する五十六（ミッドウェー海戦）。だが、状況把握のミスによって日本軍は大敗した。惨敗にもかかわらず大勝利と報ずる日本のマスコミ。同年8月、ガダルカナル島に前進基地を建設中の日本軍が、アメリカ軍に攻略された。日本軍は人命・物資共に多大の被害を被り、大型戦艦を出動させようにも燃料がない事態に陥った。五十六は連合艦隊による最後の決戦を計画し、勝利による講和に望みをかけた。
1943年（昭和18年）、ラバウル基地に入った五十六は、各所からの反対を押し切って攻撃機に搭乗し前線視察に向った。4月18日、ブーゲンビル島上空で敵機に撃墜され、五十六は戦死。その2年4か月後に、日本は無条件降伏による終戦を迎えた。

## キャスト
- 山本五十六（聯合艦隊司令長官） - 役所広司
- 堀悌吉（元・海軍中将） - 坂東三津五郎
- 米内光政（海軍大臣） - 柄本明
- 井上成美（海軍省軍務局長） - 柳葉敏郎
- 三宅義勇（聯合艦隊作戦参謀）※架空（モデルは三和義勇[4]） - 吉田栄作
- 山口多聞（第二航空戦隊司令官） - 阿部寛
- 宇垣纏（聯合艦隊参謀長） - 中村育二
- 黒島亀人（聯合艦隊先任参謀） - 椎名桔平
- 南雲忠一（第一航空艦隊司令長官 兼 第一航空戦隊司令官） - 中原丈雄
- 永野修身（軍令部総長） - 伊武雅刀
- 及川古志郎（海軍大臣） - 佐々木勝彦
- 牧野幸一（海軍少尉）※架空 - 五十嵐隼士
- 有馬慶二 (赤城の零戦パイロット) ※架空 - 河原健二
- 秋山裕作（「東京日報」記者）※架空 - 袴田吉彦
- 真藤利一（「東京日報」記者）※架空 - 玉木宏
- 草野嗣郎（「東京日報」編集長）※架空 - 益岡徹
- 宗像景清（「東京日報」主幹）※架空 - 香川照之
- 谷口志津（小料理屋「志津」の女将）※架空 - 瀬戸朝香
- 神埼芳江（ダンサー）※架空 - 田中麗奈
- 高橋嘉寿子（山本の姉） - 宮本信子
- 山本禮子（山本の妻） - 原田美枝子
- 小料理屋「志津」の常連客 - 橋爪淳、重松収
- 門倉総司（司令官）※架空 - 平賀雅臣

## スタッフ
- 監修・原作 - 半藤一利『聯合艦隊司令長官 山本五十六』（文藝春秋刊）
- 特別協力 - 山本義正
- 製作 - 大下聡、木下直哉、遠藤茂行、日達長夫、平城隆司
- 企画 - 吉田正樹、丸橋哲彦、中川隆、泉英次、河越誠剛
- プロデューサー - 小滝祥平
- 脚本 - 長谷川康夫、飯田健三郎
- 音楽 - 岩代太郎
- 特撮監督 - 佛田洋
- VFXプロデューサー - 浅野秀二
- エグゼクティブプロデューサー - 川城和実、古賀憲一、渡部隆、武部由実子、大橋善光、大芝賢二、福井栄治、桑田潔
- アソシエイトプロデューサー - 鴫原徹也、柳迫成彦、芳賀正光、加藤悦弘
- 製作エグゼクティブ - 北尾吉孝
- スーパーバイザー - 渡辺ミキ
- タイトル書 - 武田双雲
- 撮影 - 柴主高秀（JSC）
- 照明 - 長田達也
- 美術 - 金田克美
- 美術補 - 斎藤岩男
- 装飾 - 大坂和美
- 装飾補 - 須坂文昭
- 編集 - 阿部亙英
- 監督補 - 落合俊一
- 助監督 - 山田敏久
- 録音監督 - 橋本文雄
- 近衛兵所作指導 - 深作覚
- 画コンテ - 橋爪謙始
- タイトルデザイン - 赤松陽構造
- 零戦製作総指揮 - 大澤克俊
- VFXディレクター - 鹿住朗生
- CGアニマティクス協力 - 栃林秀
- 製作委員会 - バンダイビジュアル、東映、木下工務店、ワタナベエンターテインメント、東映ビデオ、テレビ朝日、寿スピリッツ、SBIホールディングス、ブロードメディア・スタジオ、アサツー ディ・ケイ、吉田正樹事務所、ディ・コンプレックス、フードディスカバリー、エネット、新潟日報社、新潟放送、新潟総合テレビ、テレビ新潟、新潟テレビ21、読売新聞社、山陽鋼業、アオイコーポレーション、デスティニー
- 製作プロダクション - デスティニー
- 配給・宣伝 - 東映
- 監督 - 成島出

## 音楽
主題歌「眦」
歌 - 小椋佳（ユニバーサルミュージック） / 作詞 - 小椋佳 / 作曲 - 加藤武雄、末﨑正展 / 編曲 - 加藤武雄
ラブ・テーマ「誰が為に鐘は鳴る」
歌 - まきちゃんぐ（バップ） / 作詞・作曲 - まきちゃんぐ / 編曲 - 佐藤準

## 評価
- 映画評論家の西村雄一郎は、佐賀新聞ホームページ『西村雄一郎のシネマ・トーク』2012年1月14日付で、「本作品で山本五十六を演じた役所広司は、過去に山本を演じた三船敏郎（『連合艦隊司令長官 山本五十六』1968年）や山村聡（『トラ・トラ・トラ!』1970年）と比較すると、『開戦に反対だったが、開戦を指揮してしまった悲劇の武将』としての山本を、どんな時でも沈着冷静な態度を強調し演じている。山本が（戊辰戦争で敗北した）長岡藩士の血筋を継ぐ侍としての意識を持っているという観点や、1930年代後半から1941年にかけての時流に乗って、世論を扇動するマスコミへの批判を絡ませた脚本は新しい試みと評価できる」「本作品では、映画的スケール感が不足していて、見ている方の感情が盛り上がらない。その理由は、俳優の演技と、CGによる派手だが生身の人間が一切登場しない特撮シーンが分断されているため。実写と特撮シーンがつながらないので、別々に撮っているという気持ちを起こさせ、手抜きをしているような感じを観客に与えてしまう。『連合艦隊司令長官 山本五十六』では、たとえ危険であっても、戦火のなかで右往左往する人間を写す実写カットを撮影した。『トラ・トラ・トラ!』では、実物大の飛行機や戦艦を造り、それを実際に破壊した。それらの映画術が、観客を映画的スペクタクルの渦中に引き込んだ。本作品の監督には、見せる技術を勉強して欲しい」という趣旨を述べている[5]。

## 漫画
コミカライズ版が2011年11月16日創刊の『グランドジャンプ』（集英社）にて、創刊号から第17号（2012年7月18日発売）にかけて連載。監修：半藤一利、作画：坂木原レム。